# Valentino Soldani
Valentino Soldani (Rio Marina, 7 agosto 1873 – Firenze, 7 luglio 1935) è stato un drammaturgo, giornalista e sceneggiatore italiano.

## Biografia
Nato sull'isola d'Elba, si trasferisce a Firenze per lavoro, venendo assunto nel 1898 dal Corriere Italiano. Con il nuovo secolo collabora con il mensile La Lettura e con il settimanale Corriere dei Piccoli.
Il successo gli arride all'inizio del nuovo secolo con la trilogia storico-drammatica I Ciompi, a cui seguono altre opere a fondo storico, letteratura per ragazzi e libretti d'opera. Nel 1919 è co-fondatore, con Giovanni Montalbano e Mario Volpe, della "Montalbano Film" che realizza a Rifredi un polo di produzione cinematografica fiorentino che resterà poi attivo sino al 1930. Per questa azienda scrive sceneggiature, la più nota delle quali è per il film Dante nella vita e nei tempi suoi, realizzato in occasione del VI centenario della morte del poeta.

## Filmografia

### Regista
- Il demone occulto (1918)
- La poesia delle maschere (1918)

### Sceneggiatore
- Demonietto, regia di Gennaro Righelli (1917)
- La riscossa delle maschere, regia di Gustavo Zaremba de Jaracewski (1919)
- Il signorino, regia di Mario Volpe (1920)
- Non uccidere!, regia di Mario Volpe (1920)
- Dante nella vita e nei tempi suoi, regia di Domenico Gaido (1922)
- Il grido dell’aquila, regia di Mario Volpe (1923)

## Opere

### Teatro
- Canossa, 1896
- Tenebre: I cristiani, Il Mille, Il terrore, 1901
- Calendimaggio, dramma storico in tre atti, 1901
- I Ciompi, dramma storico in quattro atti, 1903
- Il bacio di Pigmalione, fantasia episodica in un atto, 1903
- Piccolo Impero, 1903
- Lo schiaffo della gloria, fantasia episodica in un atto, 1904
- Margherita da Cortona, mistero in un atto, 1904
- Diana d'Efeso, 1907
- Il peggio regalo, 1908
- Imelda de' Lambertazzi, dramma in un atto, 1908
- Andrea Del Sarto, dramma in quattro atti, 1910
- Notte d’agguati, tragicommedia in tre atti e un prologo in versi, 1910
- Le teste dei sudditi, azione semicomica e quasi eroica per teste di legno, in un prologo e tre quadri, 1910
- Il falcone, novella scenica in versi, 1910
- Italia rossa, 1911
- Per l’amore (La Chimera, Il Talismano, Il Falcone), 1912
- La moglie e l’amante, 1912
- Sopra ogni bene, 1913
- Santa fede, 1913
- Quel che manca a sua altezza, commedia in tre atti, 1915
- Gabba la morte, 1917
- I omeni del quarantaoto, tre atti e quattro quadri, 1924
- Polvere de Franza, 1927

### Libretti d'opera
- Matelda, conto cavalleresco in un atto e due quadri, musica di Gennaro Abbate, Karkoff, 4 novembre 1902
- Canossa, musica di Gian Francesco Malipiero, Roma, 24 gennaio 1914.
- Isabella Orsini, con Eugenio Coselschi, musica di Renato Brogi, Firenze, 24 aprile 1920.

### Narrativa
- Patria ed altre novelle, illustrazioni di A. Del Senno, Milano, Nugoli, 1912
- Viva l'Angiolo!, romanzo storico, Milano, Treves, 1912
- Settimana birichina, novelle, Firenze, Bemporad, 1921

### Saggistica
- Pasqua di liberazione, raccolta di documenti inediti, rari e… dimenticati, Firenze, L’Etruria, 1909
- Le imprese di spettacoli, con Pietro Sibert, Torino, UTET, 1917